# Душко Савановић
Душко Савановић (Загреб, 5. септембар 1983) је бивши српски кошаркаш. Играо је на позицијама крила и крилног центра.

## Биографија
Играо је у млађим категоријама ФМП Железника, а од 2003. до 2006. био је члан сениорског тима овог клуба, с тим што је већи део сезоне 2004/05. провео на позајмици у њиховој тадашњој филијали - Борцу из Чачка. Са ФМП-ом је освојио Јадранску лигу 2005/06, а напустио их је у октобру 2006. и прешао у руски УНИКС из Казања за који је играо две сезоне.
Наредне три сезоне провео је у шпанској АЦБ лиги, од чега је прве две био играч Севиље. У сезони 2010/11. бранио је боје Валенсије и са њима је по први пут играо престижну Евролигу. Изабран је у другу поставу идеалног тима овог такмичења.
На пролеће 2011. потписао је трогодишњи уговор са турским прволигашем Анадолу Ефесом. И тамо је приказао запажену игру, па је 2012. и 2013. године учествовао и на Ол-стар мечу турског првенства.
У јулу 2014. године прешао је у минхенски Бајерн и тамо је провео две сезоне. У сезони 2016/17. наступао је за Динамо из Сасарија.
Дана 29. маја 2017. године објавио је да завршава професионалну играчку каријеру.
Као сениорски репрезентативац Србије учествовао је на Светском првенству 2010. (освојено 4. место), као и на Европском првенству годину касније.

## Успеси

### Клупски
ФМП Железник
- Јадранска лига (1): 2005/06.

### Појединачни
- Идеални тим Евролиге — друга постава (1): 2010/11.
- Најкориснији играч кола Евролиге (2): 2010/11, 2014/15.